# 于伯尔巴赫
于伯尔巴赫是奥地利施蒂利亚州格拉茨城郊县的一个市镇。总面积94.55平方公里，总人口2037人，人口密度21.5人/平方公里（2005年）。